# Leptataspis rufipes
Leptataspis rufipes är en insektsart som först beskrevs av Carl Stål 1870.  Leptataspis rufipes ingår i släktet Leptataspis och familjen spottstritar.
Artens utbredningsområde är Filippinerna. Inga underarter finns listade i Catalogue of Life.